# Centro de Exposições e Congressos da Suécia

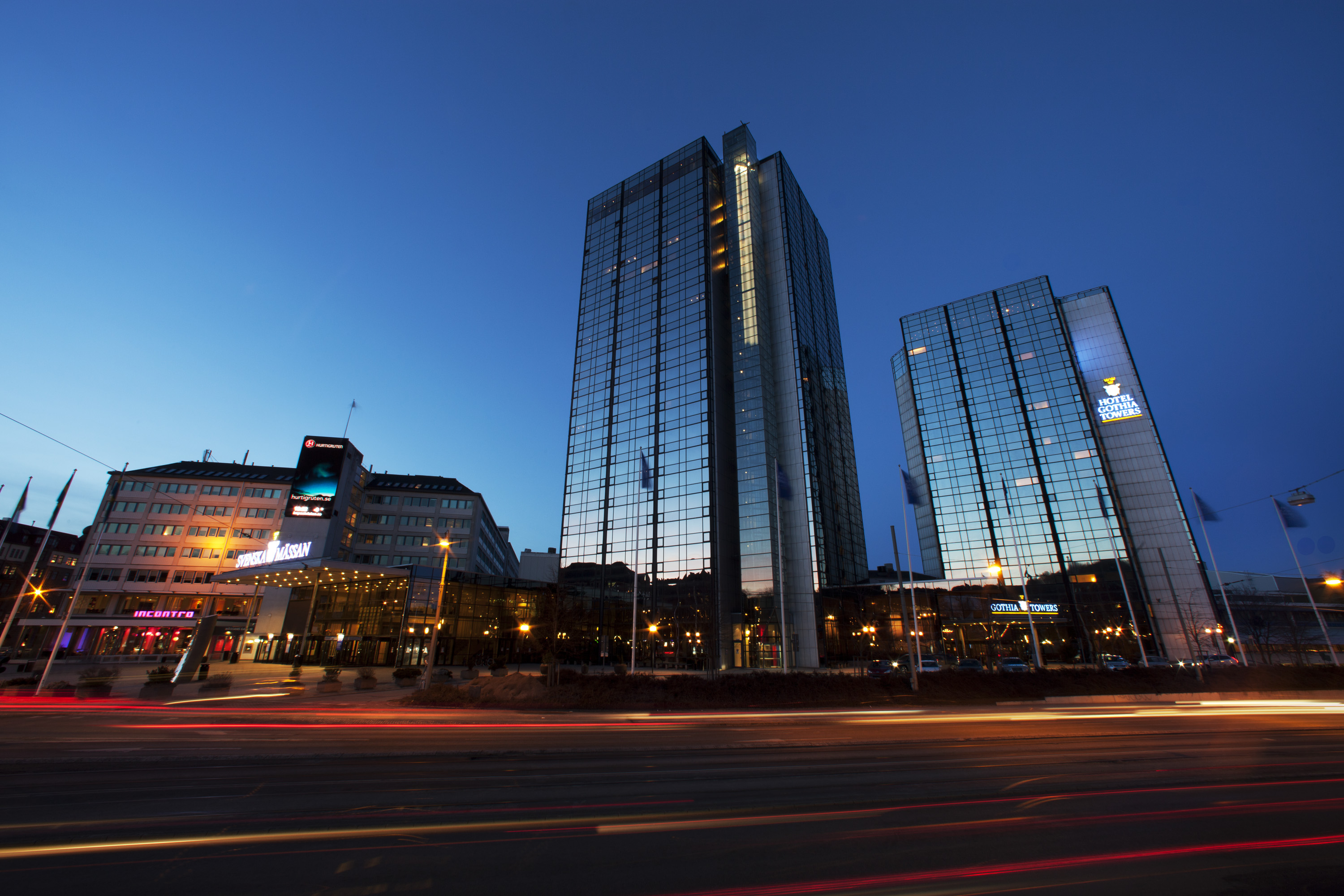
Svenska Mässan e Hotel Gothia Towers vistos de Korsvägen

O Centro de Exposições e Congressos da Suécia - em sueco Svenska Mässan -  é um dos maiores locais de exposições e congressos da Escandinávia. 

Está localizado em Korsvägen, no centro da cidade de Gotemburgo, na Suécia. 

Tem uma área total de 145 000 m2, e está instalado junto ao piso térreo da Gothia Towers. 

Nele têm lugar regularmente eventos como a Feira do Livro de Gotemburgo, a Feira do Turismo e das Viagens e a Feira do Barco. 

Atrai anualmente cerca de 1 milhão de visitantes. 